# سیراکوز (اوهایو)
سیراکوز (به انگلیسی: Syracuse) یک منطقهٔ مسکونی در ایالات متحده آمریکا است که در شهرستان میگس، اوهایو واقع شده‌است. سیراکوز ۲٫۳۴ کیلومتر مربع مساحت و ۷۸۱ نفر جمعیت دارد و ۱۷۹ متر بالاتر از سطح دریا واقع شده‌است.